# Deniz Gamze Ergüven

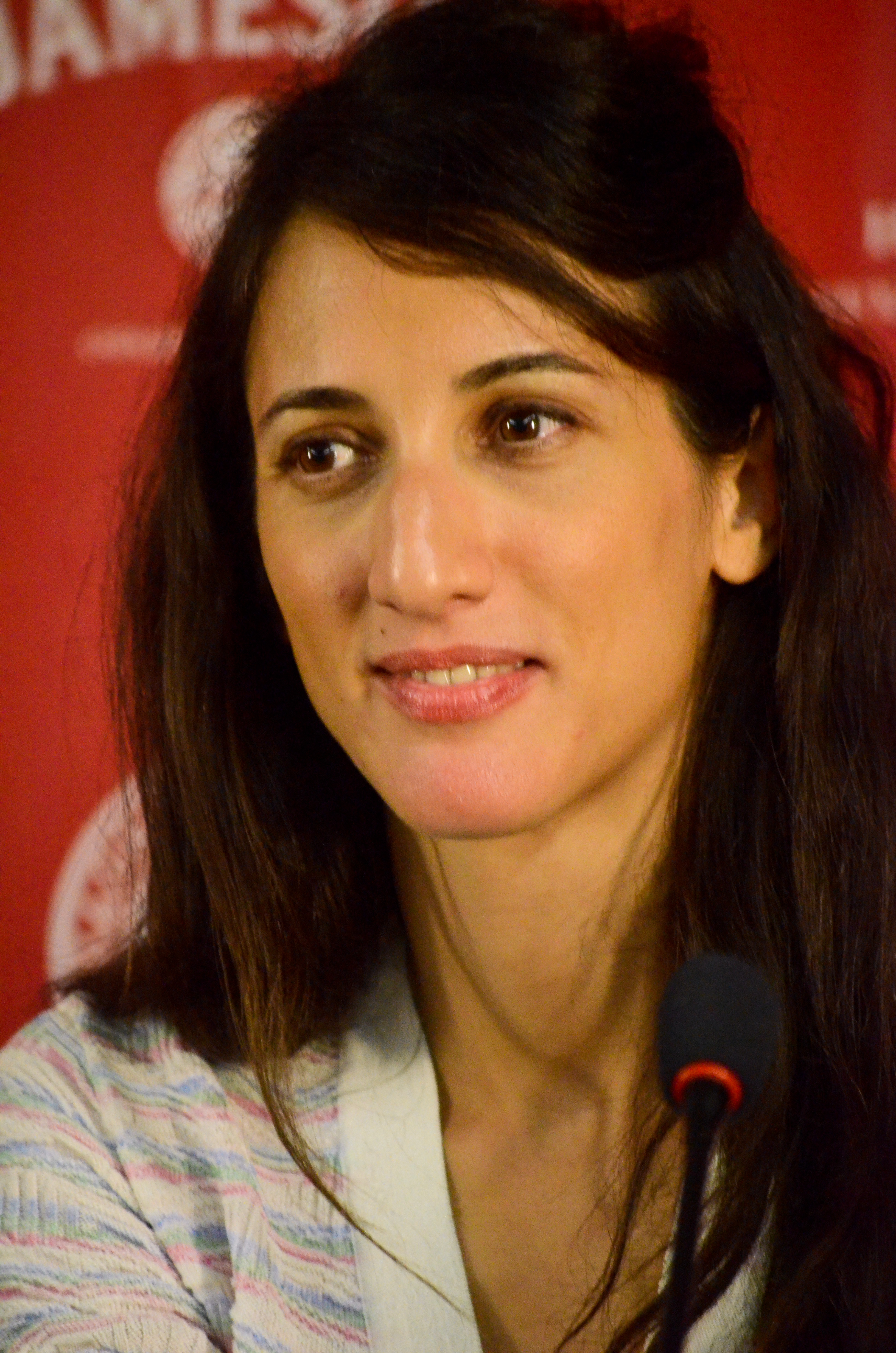
Deniz Gamze Ergüven

Deniz Gamze Ergüven (* 4. Juni 1978 in Ankara) ist eine türkische und französische Regisseurin und Drehbuchautorin. Ihr erster Langfilm Mustang wurde 2016 für einen Oscar in der Kategorie bester fremdsprachiger Film nominiert.

## Leben
Deniz Gamze Ergüven ist die Tochter eines türkischen Diplomaten, der Anfang der 1980er Jahre nach Paris zog, wo er bei der UNESCO und der OECD arbeitete. Sie wuchs abwechselnd in Ankara, in den Vereinigten Staaten und in Paris auf, wo sie auch die Schule besuchte. Sie absolvierte ein Studium in Afrikanischer Geschichte in Johannesburg und daran anschließend 2002 Filmwissenschaft an der La fémis. Sie schloss dieses Studium 2006 im Fach Filmregie ab.
Während der Dreharbeiten zu Mustang wurde am 11. Februar 2015 ihr Sohn geboren.
Ihr bislang größter Erfolg ist dieser im Rahmen der Internationalen Filmfestspiele von Cannes 2015 in der Reihe „Quinzaine des Réalisateurs“ erstmals gezeigte Film. Er gewann dort den Europa Cinemas Label Award sowie ebenfalls 2015 den LUX, den Filmpreis des Europaparlaments.
Der Film wurde als französischer Beitrag für einen Oscar als bester fremdsprachiger Film nominiert. Außerdem war er für einen Golden Globe Award nominiert. 2016 erhielt Ergüven den Friedenspreis des Deutschen Films – Die Brücke (Nachwuchspreis) für Mustang.

## Filmografie (Auswahl)
- 2004: Libérables
- 2006: Mon trajet préféré
- 2006: Bir damla su
- 2015: Mustang
- 2017: Kings
- 2018: The First (The First, Fernsehserie, 2 Folgen)
- 2019: The Handmaid’s Tale – Der Report der Magd (The Handmaid’s Tale, Fernsehserie, 2 Folgen)
- 2020: Perry Mason (Fernsehserie, 3 Folgen)
- 2023: The Last Thing He Told Me (Fernsehserie, 2 Folgen)